# Музей Джорджа Истмана
Музей Джорджа Истмана (George Eastman Museum) — старейший в мире музей, посвящённый фотографии, и один из старейших в мире киноархивов. Открыт для посетителей в 1949 году в Рочестере, штат Нью-Йорк, США.
Музей известен коллекциями фотографий и кинолент, является лидером в области сохранения фильмов и фотографий, обучает архивистов и реставраторов со всего мира.  В состав музея входит Театр Драйдена на 500 мест, расположенный в имении предпринимателя и мецената Джорджа Истмана, основателя компании Eastman Kodak. В 1996 году имение было признано национальным историческим памятником.

## История

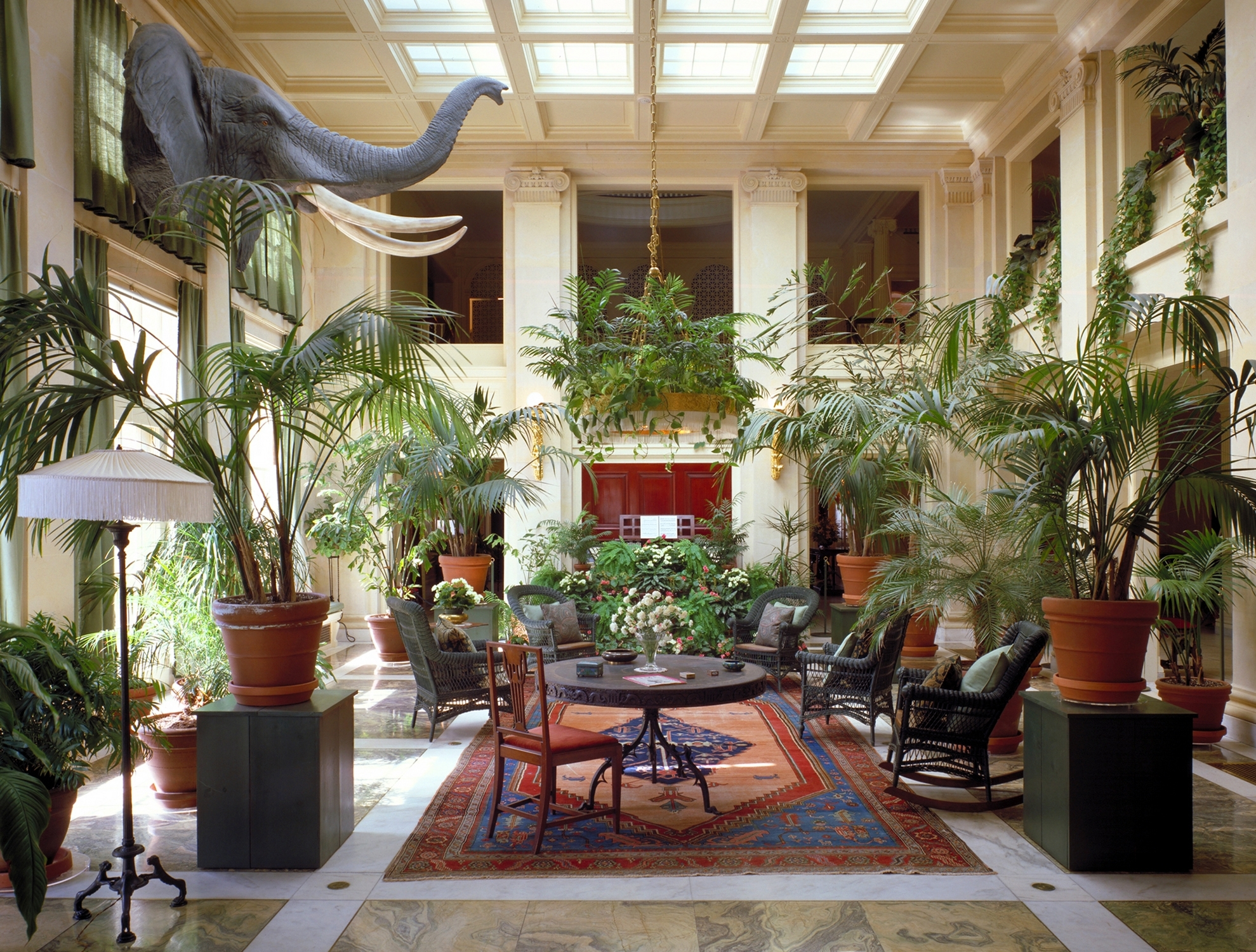
Интерьер дома Джорджа Истмана

Рочестерское имение Джорджа Истмана (1854—1932) было завещано после его смерти Рочестерскому университету .  Президенты университет (сначала Бенджамин Раш Рис, затем Алан Валентайн) занимали особняк Истмана в течение десяти лет. В 1948 году университет передал имущество музею, а особняк в стиле георгианского возрождения был приспособлен под музейные нужды.
Дом Джорджа Истмана был превращён в музей в 1947.  С самого начала задачей музея стали сбор, сохранение и популяризация истории фотографии и кино.  Музей открылся для посещения 9 ноября 1949 года. Основные коллекции были размещены в бывших общих залах дома Истмана.  В октябре 2015 года музей изменил прежнее название с Дом Джорджа Истмана на Музей Джорджа Истмана.
В изначальное собрание музея вошли коллекция фотографий гражданской войны Александра Гарднера (Medicus Collection), историческая коллекция компании Eastman Kodak и обширная коллекция французской фотографии XIX века Габриэля Кромера. В музей Истмана передавались целые архивы фотографий, корпоративные и индивидуальные коллекции, а также наследие ведущих фотографов, тысячи кинофильмов и огромные собрания кинематографических эфемер .
К 1984 году музейный фонд считался одними из лучших в мире, но из-за быстрого роста коллекции музей всё больше обременялся собственным успехом.  Критически важным для хранения и изучения возрастающего количества собираемых предметов стало получение дополнительных площадей. Дополнительное здание было открыто для публики в январе 1989 года.
В 1999 году в музее Джорджа Истмана открыл программу обучения сохранению фотографий, которая была профинансирована благодаря поддержке Фонда Эндрю Меллона.  Обучение по программе прошли фотографические архивариусы со всего мира.
В 1996 году музей открыл Центр консервации имени Луи Б. Майера в городе Чили, штат Нью-Йорк. По состоянию на 2006 год он был одним из четырёх центров консервации плёнки в Соединённых Штатах, где хранятся редкие 35-мм копии, сделанные на нитрате целлюлозы.  В том же году в Доме Истмана была открыта первая школа сохранения фильмов в Соединённых Штатах, где обучают восстановлению, сохранению и архивированию кинофильмов.  Школа сохранения фильма имени Л. Джеффри Селзника была основана при поддержке Фонда Луиса Б. Майера.
Музей Джорджа Истмана неоднократно проводил новаторские выставки, среди них — New Topographics: Photographs of a Man-Altered Landscape в 1975 году.

## Руководство музея
| Имя               | Годы работы            |
| ----------------- | ---------------------- |
| Оскар Н. Солберт  | 1947—1958              |
| Бомонт Ньюхолл    | 1958—1971              |
| Ван Дерен Кок     | 1971—1972              |
| Роберт Дж. Доэрти | 1972—1981              |
| Роберт А. Майер   | 1981—1989              |
| Джеймс Л. Энерт   | 1989—1995              |
| Энтони Бэннон     | 1996—2012              |
| Брюс Барнс        | 2012 — настоящее время |

### Совет попечителей
Музей Джорджа Истмана управляется попечительским советом. Нынешним председателем совета является Кевин Гаваган.

### Финансы
Годовой бюджет музея Джорджа Истмана составляет около 10 миллионов долларов.  По состоянию на декабрь 2014 года сумма пожертвований музею превысила 35 миллионов долларов.

## Коллекции
В фондах музея находится более 400 000 фотографий и негативов, от времени изобретения фотографии до сегодняшних дней; 28 000 кинофильмов; 3 000 000 других кинематографических объектов, включая письма, сценарии, музыкальные партитуры, рекламные плакаты, кадры из фильмов и портреты знаменитостей; более 16 000 объектов фотографической и кинематографической техники; коллекция книг, периодических изданий и других материалов по фотографии и движущимся изображениям; предметы обстановки дома Джорджа Истмана, его личная и деловая переписка, личная библиотека, фотографии, негативы, фильмы и связанные с ними личные вещи.

### Коллекция фотографий

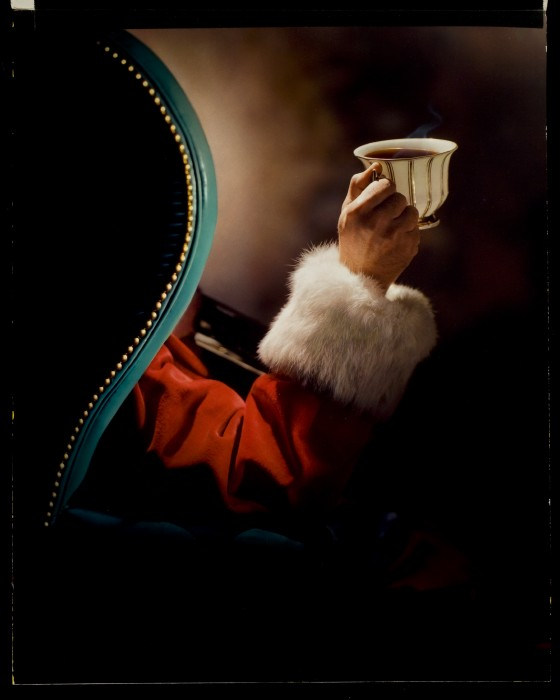
«A&P, COFFEE, SANTA CLAUS», 1958, фотография Николаса Мюрея

Коллекция фотографий охватывает многочисленные вехи в истории фотографии, объекты большой редкости и памятники истории искусства, которые прослеживают эволюцию фотографической технологии с технической, научной и культурной точки зрения, как средства запечатления истории и одного из наиболее мощных и доступных способов личного выражение современной эпохи.  В коллекции представлены работы более 14 000 фотографов, в том числе практически всех основных фигур в истории фотографии.  Коллекция включает в себя подлинные работы, изготовленные с помощью практически всех технологических процессов и материалов.  Наиболее заметные экспонаты:
- Одна из крупнейших в мире коллекций дагерротипов, в том числе более 1000 от Southworth & Hawes
- Большая коллекция фотографий американского Запада XIX века, в которую вошли работы Карлтона Уоткинса, Эдварда Мейбриджа, Тимоти О'Салливана и Уильяма Генри Джексона
- Крупная коллекция стеклянных негативов 1890–1910-х годов французского фотожурналиста Шарля Шуссо-Флавиенса
- Фотографическое наследие Льюиса Хайна, Эдварда Стайхена, Элвина Лэнгдона Коберна, Николаса Мюрея и Виктора Кепплера
- Крупная коллекция ранних и старинных отпечатков Энсела Адамса

Коллекция музея включает в себя работы ведущих современных художников, в том числе Энди Уорхола, Кандиды Хофера, Дэвида Левинталя, Синди Шермана, Адама Фусса, Вика Мюниса , Джиллиан Уэринг, Ори Гершта, Томаса Микалейна , Криса Маккоу и Мэтью Брандта.

### Коллекция фильмов
Коллекция фильмов музея Джорджа Истмана — один из крупнейших архивов кино в США.  Он был основан в 1949 году первым куратором фильма Джеймсом Кардом (1915—2000), который превратил музей в ведущую организацию в этой области. В распоряжении музея более 25 000 кинокартин и коллекция фотографий, плакатов и документов, а также более 3 000 000 предметов, связанных с кинематографом.  Коллекция музея включает в себя полное собрание киноработ Уильяма Кентриджа.

### Наследие Джорджа Истмана
Эта коллекция включает в себя дом Джорджа Истмана и Центр обучения и архив Джорджа Истмана. В открытом в апреле 1999 года центре находятся личные вещи Истмана и документы, относящиеся к ранней истории Kodak. В хранилище с климат-контролем содержится более полумиллиона предметов. В архив можно попасть со второго этажа дома Джорджа Истмана. Внутри дома также хранятся предметы, связанные с Истманом, включая фрагмент его гроба, охотничий трофей — голова слона и орган фирмы Aeolian.

## Премия Джордж Истмана
В 1955 году Музей Джорджа Истмана учредил премию Джорджа Истмана за выдающийся вклад в киноискусство. Она стала первой наградой, присуждаемой американским киноархивом или музеем за создание художественных произведений непреходящей ценности.

## Имение Джорджа Истмана
Джордж Истман построил свою резиденцию по адресу 900 Ист-Авеню между 1902 и 1905 годами.  Он создал уникальную городскую усадьбу, занявшую 42 000 м²  включающую сельскохозяйственные угодья, английский парк, теплицы, конюшни, хозяйственные постройки, пастбища и 50-комнатное здание площадью 3300 м², построенное из железобетона в стиле колониального возрождения.
Фасад дома Джорджа Истмана выполнен в стиле неоклассического георгианского возрождения.  Внутри здание оборудовано современными системами: электрическим генератором, внутренней телефонной системой на 21 линию, встроенной системой пылесоса, синхронизированными часами, лифтом и органом фирмы Aeolian. Дом Истмана был центром музыкальной жизни Рочестера с 1905 года до смерти владельца в 1932 году.
В 1966 году имение было объявлено национальным историческим памятником.

### Официальные сайты
- eastman.org (англ.) — официальный сайт Музей Джорджа Истмана
- Flickr.com: Дом Истмана

### Руководства
- RocWiki.org: Статья о доме Джорджа Истмана
- PBS.org: виртуальный тур по дому Джорджа Истмана